# 飛哥與小佛電影版：超時空之謎
《飛哥與小佛電影版：超時空之謎》（英語：Phineas and Ferb the Movie: Across the 2nd Dimension），為美國迪士尼於2011年8月1日放在SVOD，並於同年8月5日於美國推出之電影動畫。台灣的首播時間是在台灣時間（GMT+8）2011年8月1日的18:00。本片由丹·波文邁爾、傑夫·馬許編劇。

## 關鍵物品
- 鴨嘴獸羽毛球拍

在電影中它讓飛哥小佛見到了杜芬舒斯並與其展開互動。
- 超時空終結者

在本片可說是故事的主要關鍵，造成飛哥等人進入第二時空並引發種種冒險。
- 特務手錶

是凱爾給瑞的裝備，可以吸取任何金屬物質也能和基地聯絡。
在電影中有幾次被泰瑞拿來拯救大家。在遊戲〈Agent P strikes back〉中這個裝備可說是不可或缺的武器。
- 飛哥、小佛、瑞紀念照

基地的鑰匙，只有特殊情況時使用，只有跟泰瑞相關的人才能使用。
泰瑞就是拿它給飛哥，讓飛哥得以進入牠的基地。
- 自動複製系統

在諾姆軍團大舉侵入時，飛哥按照泰瑞的指示找到其基地，而基地電腦使用本物品將飛哥小佛的夏日所有發明統統聚集在基地內部。
根據飛哥在歌曲〈Kick it up a notch〉的唱詞是等不及來個總複習。

## 角色

### 一度空間(1st Dimension)
- 飛哥·福林(Phineas Flynn)　美國:文生·馬特拉（英语：Vincent Martella）

就和平常一樣，多話而且常有異想天開的發明。
這次和小佛在陰錯陽差下遇到漢斯·杜芬舒斯，還幫他修好超時空終結者(The Other Dimension-ator)，也因此引爆一場災難和冒險，和小佛背負著有史以來最艱鉅的任務。
- 小佛·富雷查(Ferb Flechter)　美國:托馬斯·桑斯特

小佛就和平常一樣不愛說話，但經常在節目最後說幾句關鍵性的話。
這次和飛哥一起修好杜芬舒斯的超時空終結者(The Other Dimension-ator)，並進入平行宇宙。
最後面臨要讓身分曝光的泰瑞被送走還是消除記憶，小佛提醒大家刺激好玩的冒險有很多，但是泰瑞只有一個。
因而讓大家選擇被消除記憶。
- 凱蒂絲·傑楚德·福林(Candace Jecherd Flynn)　美國:艾希莉·緹絲黛爾

凱蒂絲有時候會思考母親琳達福林富雷查總是看不到飛哥與小佛發明的原因，這次她想像有種神秘力量的存在讓大人永遠看不到那些發明。
當她聽到傑洛米要上大學的消息，開始這種想像。
當二度空間的杜芬舒斯機器人大軍入侵時，凱蒂絲去找琳達並想像讓這種「神祕力量」除去問題。
就在凱蒂絲和琳達趕到現場後，剛好也是另一時空的杜芬舒斯全面撤退以後，因此也真的什麼都看不到。
雖然她在電視版﹝The Ballad of Badbeard、Wizard of odd﹞就已經知道泰瑞就是特務，但記憶仍舊被刪除。
- 史黛西·平野(Stacy Hirano)　美國:胡凱莉

凱蒂絲的好友，也是一起討論傑洛米的對象，有時候會被凱蒂絲拖去一起抓飛哥與小佛。
這次凱蒂絲認為有一種神秘力量存在，讓飛哥與小佛的發明會在大人接近的時候消失。
史黛西聽到凱蒂絲的說法，認為這只是凱蒂絲的異想天開。
當凱蒂絲進入二度空間不見蹤影，史黛西開始懷疑是自己說了不敬的話得罪凱蒂絲所說的神秘力量，擺一張桌子並堆上各種物品向「神秘力量」祈求凱蒂絲回來。
駕駛黃色巨大樹屋機器人對抗諾姆軍團。
- 鴨嘴獸瑞(Perry the Platypus)　美國:迪·布拉雷·貝克爾（英语：Dee Bradley Baker）

飛哥與小佛的寵物兼OWCA秘密特務，一開始到杜芬舒斯的邪惡企業就跟飛哥小佛一起進入另一時空。
因為那裡的杜芬舒斯看出牠是秘密特務便叫「機械獸泰瑞」(terry the Platyborg)對其展開攻擊，一開始泰瑞遭到機械獸泰瑞攻擊時，並沒有曝露特務身分，但另一時空的杜芬舒斯要求機械獸泰瑞攻擊飛哥與小佛時，為了保護飛哥與小佛而反擊，也因此曝露身分(實際上在電視版已經在多人面前現身多次)。
死敵為「機械獸泰瑞」。
電影中被邪惡杜芬舒斯威脅要其到他的邪惡企業卻被欺騙當成談判籌碼(小遊戲 Agent P Strikes Back 為泰瑞到邪惡杜芬舒斯企業期間的插曲)。
- 漢·杜芬舒斯(Heinz Doofenshmirtz)　美國:丹·波文邁爾（英语：Dan Povenmire）

在一開始他的超時空終結者被飛哥的大型羽球撞壞，飛哥幫他修理完便將它開啟；一夥人到達另一時空。
他和那裡的邪惡杜芬舒斯意外成了好朋友(結果是被利用)，經過測試，他真的沒能力認出一般鴨嘴獸和鴨嘴獸泰瑞。
最後他送邪惡杜芬舒斯他放置的小火車啾啾使其撤退。
- 伊莎貝拉·格拉希·夏普羅(Isabella Gracia Shapiro)　美國:埃里森·斯通納

住在飛哥家的對面。喜歡飛哥，在電影中幫助反抗軍駕駛獨角獸兒童車、棒球射擊槍對抗諾姆軍團，也在確定沒有人會記得這一天發生過的事之後，吻了飛哥。
(但眾人的記憶隨後遭到消除)
- 巴捷·雷‧帕特勒(Baljeet Rai Patel)　美國:默里卡·潘喬裡（英语：Maulik Pancholy）

印度移民，在電影的個性較沒有二度空間的巴捷聰明、直率。
和爾平駕駛鋼嘴人一起對抗諾姆軍團。
- 布佛·凡·斯東(Buford Van Stomm)　美國:博比·蓋洛（英语：Bobby Gaylor）

常欺負巴捷、飛哥；四肢發達、頭腦簡單。
駕駛 鴨嘴獸母愛機 對抗諾姆軍團。
- 爾平(Irving)

飛哥小佛終極粉絲。駕駛大老鷹的下半身。
星座算命說他很難被注意。
- 美眉家族(Fireside Girls)

電影中幫助反抗軍駕駛飛哥小佛的發明對抗諾姆軍團。
- 就愛韓德爾(Love Händel)

飛哥與小佛在父母的結婚紀念日重新集結的樂團。
這次諾姆軍團大舉入侵三州地區，飛哥與小佛和同伴們使用過去發明的複製品反擊時，他們唱歌表演為飛哥與小佛助陣。
- 琳達·福林·富雷查(Linda Flynn Flechter)　美國:卡羅琳雷亞（英语：Caroline Rhea）

電影中和丈夫勞倫斯·富雷查去看3D電影:那該死的未婚夫(妻)(That Darn Fiance)。
和勞倫斯的戲份並不多。
在電影還沒看完的時候，被凱蒂絲拉出電影院「看飛哥和小佛做的好事」。
就和往常一樣，什麼都沒看到。
- 勞倫斯·富雷查(Lawrece Flechter)　美國:理查德·奧布萊恩（英语：Richard O'Brien）

電影中和妻子琳達·福林·富雷查去看3D電影:那該死的未婚夫(妻)(That Darn Fiance)。
和琳達的戲份並不多。
- 史萊許(Slash)

於電影版片尾曲出現，喜歡看飛哥與小佛。
和巴頭四的飛哥、小佛、布佛 以及 兩隻泰瑞、邪惡杜芬舒斯唱片尾曲。

### 二度空間(2nd Dimension)
- 凱蒂絲·傑楚德·福林隊長 (Captain Candace Jecherd Flynn)　美國:艾希莉·緹絲黛爾

二度空間的凱蒂絲是在那裡的杜芬舒斯暴政統治下持續反抗的反抗軍領袖。
除了仍然會對野生防風草過敏，她經歷的事件讓她顯得和一度空間的凱蒂絲不同。
相較之下大多數時候身手靈活，打架招式華麗時尚，一人可打30架以上諾姆機器人；反抗軍的重要人物。
敵人為邪惡杜芬舒斯。
在小遊戲 Agent P Strikes Back 的通緝單上懸賞一萬美金。
- 飛哥·福林(Phineas Flynn)　美國:Vincent Martella、小佛·富雷查(Ferb Flechter)　美國:托馬斯·桑斯特

因為瑞幾年前失蹤(遭杜芬舒斯綁架成為機械獸)加上杜芬舒斯下令不准有暑假存在而悠閒在家玩杜芬大富翁(Doof-poly)，為凱蒂絲保護。
兩人身上都穿著杜芬工作服，戰鬥服則是拯救凱蒂絲時穿上。
飛哥天性較樂觀；小佛則比一度空間的更沉默寡言，自從一度空間飛哥小佛告訴他們暑假的事後，他們才開始有信心，並幫助反抗軍對抗杜芬舒斯。
在小遊戲 Agent P Strikes Back 的通緝單上兩人都是懸賞各一萬美金。
線上小遊戲 Dimension of Doom 登場為拯救凱蒂絲破壞邪惡企業內部，可能是傑洛米相助。
- 伊莎貝拉·格拉希·夏普羅 (Isabella Gracia Shapiro)　美國:埃里森·斯通納

反抗軍的小軍官將領，率領火風暴女孩(FireStorm Girls)，
個性比較穩重；她說的"Watch'a doing"跟一度空間的音較不同，聲音很重。
- 布佛·凡·斯東(Buford Van Stomm)　美國:Bobby GAYLOR的（英语：Bobby Gaylor）

反抗軍成員，喜歡凱蒂絲。
因為他認為自己太行了，他開始反反抗，但最後還是幫助反抗軍對抗杜芬舒斯。
- 巴捷·雷‧潘特勒博士(Baljeet Rai Patel)　美國:Maulik Pancholy的（英语：Maulik Pancholy）

反抗軍軍師、參謀、博士。
非常聰明，跟一度空間巴捷相比較不懦弱，也比較穩重。
- 反抗軍(The Resistance)

葛蕾金、雅蒂森、凱蒂、霍莉、米莉、金吉。
伊莎貝拉的部下。非常聽命伊莎貝拉、凱蒂絲的指揮。
- 漢·杜芬舒斯(Heinz Doofenshmirtz)　美國:丹·波文邁爾（英语：Dan Povenmire）

本片的大反派，第二時空的獨裁者。
陰錯陽差和一度空間的杜芬舒斯相遇而成為朋友(結果是利用他)，小時候因為玩具火車啾啾(Choo-Choo)不見而踏上邪惡這條路。
敵人為凱蒂絲為首的反抗軍。在發現一度空間後便大舉入侵，但諾姆軍團最後不敵飛哥和反抗軍的組合，原本要將飛哥、一度空間泰瑞打殘弄成自己的機械鴨嘴獸、機械男孩，但一度空間杜芬舒斯給他自己的玩具火車後便回歸善良本性並遭反抗軍逮捕。
- 傑洛米·強生(Jeremy Johnson)　美國:Mitshel Musso

在北部三州地區率領三人突擊部隊反抗杜芬舒斯，甚至幫助飛哥小佛闖入邪惡杜芬舒斯企業大肆破壞拯救凱蒂絲。
- 機械獸瑞(Perry The Platyborg)　美國:Dee Bradly Baker

二度空間的鴨嘴獸泰瑞曾經和這裡的杜芬舒斯對抗，但是已經被改造為半機器並成為部下，擁有旋轉刀、雷射砲這些武器；諾姆軍團的首領。
最後在和一度空間的派瑞戰鬥後，擺脫二度空間的杜芬舒斯控制，並跟二度空間的飛哥與小佛回到自己的世界。
在小遊戲 Agent P Strikes Back 為每一關的頭目。

- 諾姆機器人軍團(Norm-bots Army)

電影中以諾姆機器人為主，在二度空間的量產型機器人，會漂浮，聽從統治者杜芬舒斯的指示監視大家。
如果有人不服從，會變身為戰鬥模式展開攻擊。
諾姆機器人分成三種(無頭盔慢速型、鋼盔快速型、鋼盔殘暴型)，電影中只出現前兩者，鋼盔殘暴型只在小遊戲〈Robot Riot〉中出現，都是第二時空杜芬舒斯的軍隊。
後來對一度空間的入侵行動，諾姆軍團就是攻擊主力。
- 杜芬機器人軍團(Doof-bots Army)

在電影並未出現，出現在平台電玩版〈飛哥與小佛-超時空冒險〉中。
和諾姆軍團都是第二時空杜芬舒斯的部下，雜魚包刮: 三腳機器人、杜芬掃蕩兵、杜芬鏈砲兵。
中型頭目: 杜芬飛船，大型杜芬機械獸則是最終頭目等級之敵人。
- 琳達·福林·富雷查(Linda Flynn Flechter)　美國:卡羅琳雷亞（英语：Caroline Rhea）

一般都躲在家裡的地下室，會警告兩個孩子不要外出。
- 勞倫斯·富雷查(Lawrence Flechter)　美國:理查德·奧布萊恩（英语：Richard O'Brien）

到工廠工作一星期後才回家，出發的時候就和別掛在公車外面。

## 續集
《飛哥與小佛真人版同名電影》暫名為乾脆飛哥與小佛將在2014後期夏季發布  （页面存档备份，存于） （页面存档备份，存于）。但知後由後者取消，續集於2020年以動畫方式上映。

## 故事簡介
飛哥與小佛又突發奇想，這次製造大型鴨嘴獸羽毛球機器。
當兩人把自己放在機器彈出去時，陰錯陽差到杜芬舒斯家。
正在執行特務工作的派瑞為了不對飛哥與小佛暴露身分，只好佯裝為普通鴨嘴獸。
飛哥與小佛幫助杜芬舒斯修復超時空終結者，意外進入一個杜芬舒斯已經成功統治三州地區的平行宇宙。
在那個世界可以遇到一度空間不同版本的自己。
例如凱蒂絲成為反抗軍領袖，每天想的都是保護飛哥與小佛不受傷害。
二度空間的杜芬舒斯發現原本的宇宙以後，發動機器人大軍通過超時空終結者發動攻擊。飛哥與小佛知道派瑞的身分，並在回到一度空間以後在派瑞協助下發動他們暑假所有發明的複製品反擊機器人軍團。
最後一度空間的杜芬舒斯把玩具火車頭送給二度空間杜芬舒斯，讓他撤退。
二度空間杜芬舒斯撤退後，被反抗軍和莫來管逮捕。
由於派瑞身分曝光，必須被送到別處，或者選擇消除大家的記憶。小佛提到刺激好玩的冒險有很多，但是派瑞只有一個，所以大家選擇接受消除記憶，伊莎貝拉也確定記憶會被消除後，去吻了飛哥。
事後派瑞進入基地，關於這次冒險的記錄已經被儲存起來。

## 重大事件
(粗體字為重要軼事)
- 傑洛米已經開始準備上大學。
- 距離從寵物店買到鴨嘴獸派瑞滿五年，而當年福林與富雷察一家會買到派瑞也是凱爾按照總部的指示安排的。
但在影集版《Oh, There You Are, Perry》一集中飛哥小時候跟派瑞玩的年齡跟電影版第一次去寵物店相差甚多。
- 杜芬舒斯過去製造的機器，總部都製造一份複製品，藉此分析杜芬舒斯是進步或退步。
- 飛哥與小佛首度和杜芬舒斯本人面對面。
電視版中雖然見面多次，但在電影版中首次交流。
- 這是飛哥小佛系列以來杜芬舒斯第二次統治三州地區。
第一次是在第二季的《Brain Drain》。
- 飛哥與小佛首度知道派瑞的特務身分。
- 這是飛哥小佛系列以來第二次杜芬舒斯控制鴨嘴獸派瑞。
第一次是在第二季的《Phineas and Ferb's Quantum Boogaloo》。
- 派瑞的基地儲存飛哥與小佛在暑假中作品的複製品。
- 平時派瑞闖進杜芬舒斯家時，杜芬舒斯第一眼只看到是隻鴨嘴獸，直到戴上帽子才認出是派瑞。
這次經過二度空間的杜芬舒斯測驗，一度空間的杜芬舒斯是真的沒有能力認出沒戴帽子的派瑞。
- 伊莎貝拉在確認消除記憶後大家(含杜芬舒斯)會完全不記得發生過什麼事以後，首度吻了飛哥。

## 電影版與遊戲的故事混合流程
- Perry the Platypult(巨大鴨嘴獸球拍)

敘述飛哥小佛搭乘大型羽毛球的部分。
- Agent P Strikes Back(特務P大反擊)

一度空間飛哥小佛見到二度空間的飛哥小佛時，邪惡杜芬舒斯要鴨嘴獸派瑞去他的邪惡企業談判，派瑞因為被飛哥責怪而在雨中出發至被諾姆機器人抓住的插曲。
在遊戲中主要是將點數收齊、拯救所有特務並打開所有通道，並且將機械獸派瑞打倒三次。
雖然終將機械獸派瑞擊倒，但結局顯示牠未死去。
- Dimension of Doom(超時空末日)

故事線和電影不同，主角為第一時空和第二時空的飛哥小佛和派瑞、第二時空的凱蒂絲。
故事也包含二度空間飛哥小佛為了拯救被抓住的凱蒂絲而出動破壞邪惡企業內部的部分。
- Robot Riot(機器人大暴動)

遊戲一開始和其他的的動畫跟電影版毫無關聯(因為大家是在集結後才知道派瑞是特務)。
說明飛哥和小佛以及他的朋友們抵禦諾姆機器人的橋段。
- Phineas and Ferb Across The 2nd Dimension(飛哥與小佛超時空冒險)

主要是將電影版回到一度空間前的故事大量延長，遊戲的整個故事主線是在片中的歌曲〈Brand New Reality 全新的世界〉。
還收錄了被果凍怪佔領的原三州地區、氣球世界、小精靈三州等。
而且原世界杜芬舒斯比電影要心狠手辣(儘管最後投降)。
結局為另一時空的飛哥說明大家一起抵抗邪惡杜芬舒斯侵略原三州、所有人為了派瑞而甘願記憶被刪除等。

## DVD 新增片段
為電影未出現的8個片段
- 凱蒂絲對史黛西唱 - 神秘力量
- 凡妮莎在出門前問杜芬舒斯做練習獸派瑞做什麼
- 第二時空的凡妮莎見她的父親
- 飛哥、小佛、泰瑞、凱蒂絲、杜芬舒斯被囚車運往刑場
- 丹村新聞播報機器人襲擊
- 飛哥、小佛的整個夏日發明在派瑞的基地出現延長
- 機器人大暴動延長
- 所有人刪除記憶後，飛哥問派瑞為什麼戴帽子，而後記憶再次刪除

## 登場歌曲
| 曲別     | 歌曲名稱                                       | 作詞 | 作曲 | 演唱者                              | 備註                                                                                        |
| 登場歌曲 | Everything's Better with Perry (跟著派瑞)      |      |      | 丹尼·雅各                           |                                                                                             |
| 登場歌曲 | He's Doof (他是杜芬)                           |      |      | 奥莉薇‧歐森、羅比‧威克夫            | 短篇歌曲                                                                                    |
| 登場歌曲 | I Found A Brand New Best Friend (我交了新朋友) |      |      | 丹·波文麥爾                         | 兩位杜芬舒斯                                                                                |
| 登場歌曲 | Summer (暑假的故事)                            |      |      | 飛哥、小佛                          | (一度空間)、(二度空間)                                                                      |
| 登場歌曲 | Mysterious Force (神秘力量)                    |      |      | 凱蒂絲                              |                                                                                             |
| 登場歌曲 | I Walked Away (我離開了)                       |      |      | Maulik Pancholy                     |                                                                                             |
| 登場歌曲 | Baljeet Explanation (時空定理)                 |      |      | 奥莉薇‧歐森                         | 短篇歌曲                                                                                    |
| 登場歌曲 | Brand New Reality (全新的世界)                 |      |      | 羅比‧威克夫                         |                                                                                             |
| 登場歌曲 | Robot Riot (機器人暴動)                        |      |      | 就愛韓德爾                          |                                                                                             |
| 登場歌曲 | Take care of Things (我與我的兄弟)             |      |      | 丹·波文邁爾、羅比‧威克夫、丹尼·雅各 | 該歌曲曾經用作片尾之用，後來已轉為更上一層樓。                                              |
| 登場歌曲 | Kick It Up a Notch (更上一層樓)                |      |      | 飛哥(1st)、杜芬舒斯(2nd)            | 電吉他手: 史萊許(Slash) 小佛(1st，合唱) 鴨嘴獸派瑞(1st、2nd) 布佛(鼓手)，歌曲只出現於片尾。 |

## 外部連結
- 互联网电影数据库（IMDb）上《飛哥與小佛電影版：超時空之謎》的资料（英文）
- 爛番茄上《飛哥與小佛電影版：超時空之謎》的資料（英文）
- 豆瓣电影上《飛哥與小佛電影版：超時空之謎》的資料 （简体中文）
- 时光网上《飛哥與小佛電影版：超時空之謎》的資料（简体中文）
- 開眼電影網上《飛哥與小佛電影版：超時空之謎》的資料（繁體中文）

### 相關連結
- （中文）台灣迪士尼網站
- （中文）飛哥與小佛系列官方網頁
- （中文）本節目官方網頁